# Cristo satánico
Cristo Satánico es el segundo álbum de la banda de grindcore/death metal Asesino.

## Lista de canciones
| N.º | Título                         | Duración |  |
| 1.  | «Advertencia»                  | 0:13     |  |
| 2.  | «Regresando odio»              | 2:49     |  |
| 3.  | «Soy Maldito»                  | 3:48     |  |
| 4.  | «Rituales salvajes»            | 3:28     |  |
| 5.  | «Yo no fui»                    | 2:32     |  |
| 6.  | «Padre pedofilio»              | 3:46     |  |
| 7.  | «Enterrado vivo»               | 3:02     |  |
| 8.  | «¡Puta con pito!»              | 2:26     |  |
| 9.  | «Adelitas»                     | 2:50     |  |
| 10. | «Twiquiado»                    | 4:13     |  |
| 11. | «Perro primero»                | 3:25     |  |
| 12. | «Sadistico»                    | 3:30     |  |
| 13. | «Batalla final»                | 3:11     |  |
| 14. | «Cristo satánico Instrumental» | 6:16     |  |
| 15. | «Y tu mama también»            | 3:28     |  |

| Bonus tracks |                                               |          |  |
| N.º          | Título                                        | Duración |  |
| 16.          | «Misas negras» (Brujería cover Bonus Track)   | 1:22     |  |
| 17.          | «Matando güeros» (Brujería cover Bonus Track) | 3:09     |  |

## Créditos
Asesino
- Asesino - Productor, guitarra líder y rítmica
- Maldito X - Voz y bajo
- El Sadistico - Batería

Invitados
- Sepulculo (de Sepultura)- Guitarra líder y rítmica, (en todo el álbum), guitarra acústica
- El Odio (de Hatebreed) - voces adicionales en "Regresando Odio"
- Santos - Gritos en "Rituales Salvajes" y voz limpia en "Y Tu Mamá También"
- La Ametralladora - voz femenina en "Y Tu Mamá También"

Producción
- Logan Mader - ingeniero de sonido
- Roy Mayorga - diseño de sonido